# Vilma Espín
Vilma Espín, född 1930, död 2007, var en kubansk politiker (Kubas kommunistiska parti), feminist och kemiingenjör. Hon var gift med Raúl Castro. Hon var medlem i 26 juli-rörelsen och deltog i kubanska revolutionen som spion. Hon var medgrundare till Federación de Mujeres Cubanas och dess ordförande 1960-2007.